# Nippon Keidanren

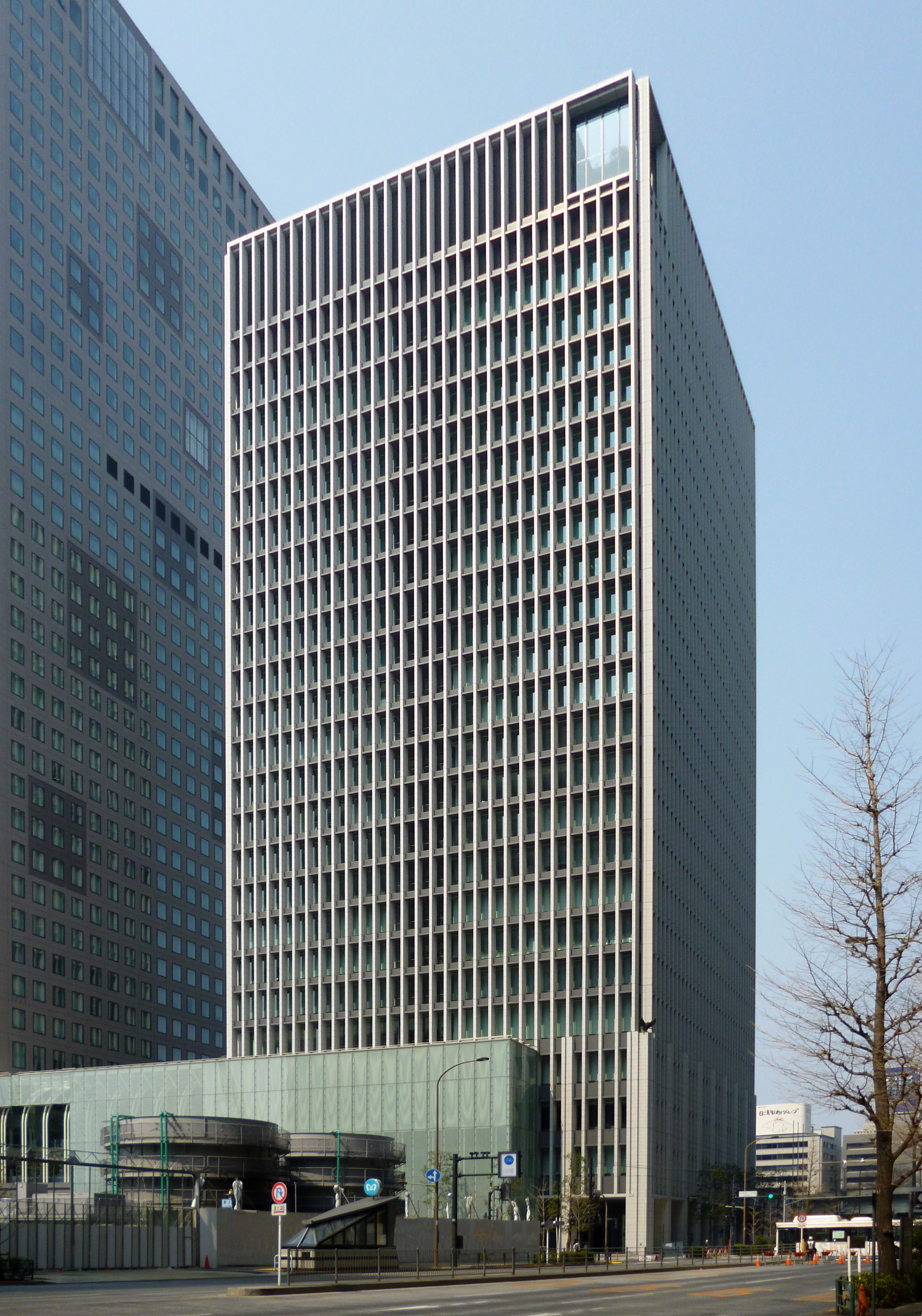
Keidanren Hauptquartier

Nippon Keidanren (jap. 日本経団連), kurz für Nippon Keizai Dantai Rengōkai (日本経済団体連合会, dt. „Verband der japanischen Wirtschaftsorganisationen“), ist der wichtigste japanische Wirtschaftsverband. Er hat eine gewichtige Stimme bei der japanischen Regierung, weil er die gemeinsamen Interessen aller Wirtschaftsverbände der Großindustrie u. a. durch Stellungnahmen zu außen(wirtschafts)politischen Fragen gegenüber der Regierung vertritt. Keidanren wird als eine Art track two für die japanische Außenwirtschaftspolitik gesehen.
Keidanren wurde 1946 gegründet und ist unter den drei größten Unternehmerverbänden Japans der einflussreichste. Die anderen zwei sind die Industrie- und Handelskammer (JCCI) Nissho und der Zusammenschluss von Jungunternehmern für die Wirtschaft Keizai Doyukai.
Keidanren hat insgesamt 1'563 Mitglieder, zusammengesetzt aus 1'376 Großunternehmen, 109 nationalen Industrieverbänden und 47 regionalen Wirtschaftsverbänden (je einem pro Präfektur)(Stand: 31. Mai 2018). Der Verband erarbeitet seine Ideen in 65 Komitees, welche alle relevanten wirtschaftspolitischen Themen abdecken. Jedes Komitee wird von einer führenden Wirtschaftsperson geleitet. So wird zum Beispiel das 'Committee on Europe' von Yoshio Sato, Vorstandspräsident bei Sumitomo Life Insurance, und Hitoshi Ochi, Präsident und CEO von Mitsubishi Chemical Holdings Corporation, geführt.
Keidanren ist von der Bedeutung mit dem Bundesverband der Deutschen Industrie (BDI) oder in der Schweiz mit Economiesuisse vergleichbar.

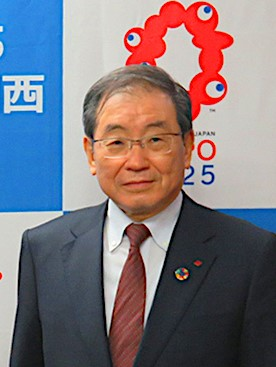
Masakazu Tokura, Vorsitzender von Keidanren

Seit Juni 2021 wird der Keidanren vom Vorsitzender des Verwaltungsrats von Sumitomo Chemical, Masakazu Tokura, geleitet.

## Vorsitzende
|   | Name                | Unternehmen       | Zeit               |
| - | ------------------- | ----------------- | ------------------ |
| 1 | Hiroshi Okuda       | Toyota            | 2002–2006          |
| 2 | Mitarai Fujio       | Canon             | 2006–2010          |
| 3 | Hiromasa Yonekura   | Sumitomo Chemical | 2010–2014          |
| 4 | Sadayuki Sakakibara | Toray Industries  | Juni 2014–Mai 2018 |
| 5 | Hiroaki Nakanishi   | Hitachi           | Mai 2018–Juni 2021 |
| 6 | Masakazu Tokura     | Sumitomo Chemical | Seit Juni 2021     |